# Comuna Legrad, Koprivnica-Križevci
Legrad este o comună în cantonul Koprivnica-Križevci, Croația, având o populație de 2.241 de locuitori (2011).

## Demografie
Componența etnică a comunei Legrad
     Croați (97,41%)
     Romi (1,03%)
     Necunoscut (0%)
     Neclasificat (1,25%)
Componența confesională a comunei Legrad
     Catolici (92,9%)
     Protestanți (4,11%)
     Fără religie și atei (1,12%)
     Necunoscută (0,8%)
     Alte religii (1,07%)
Conform recensământului din 2011, comuna Legrad avea 2.241 de locuitori. Din punct de vedere etnic, majoritatea locuitorilor (97,41%) erau croați, cu o minoritate de romi (1,03%). Din punct de vedere confesional, majoritatea locuitorilor (92,9%) erau catolici, existând și minorități de protestanți (4,11%) și persoane fără religie și atei (1,12%). Pentru 0,8% din locuitori nu este cunoscută apartenența confesională.